# Прогресс (Черниговский район)
Прогресс (укр. Прогрес) — посёлок в Черниговском районе Черниговской области Украины. Население 859 человек. Занимает площадь 1,28 км².

## География
Посёлок находится в западной части Черниговской области. Расположен в Приднепровской низменности, на левом берегу реки Десна. Рядом расположена автотрасса E95 (Киев-Чернигов), E101,М01.
Код КОАТУУ: 7422088501. Почтовый индекс: 17035. Телефонный код: +380 4646.

## История
Поселок основан в 1919 году. Поселение основано для обслуживания совхоза им.10 лет Октября. С основания и до 1961 года входил в состав Олишевского района. В 1922 году образовано комсомольскую ячейку, а в 1925 году партийная организация Коммунистической партии Украинской Советской Социалистической Республики.
По состоянию К 1941 год на территории поселка находилось несколько жилых домов, опытное поле с подведенными к нему искусственными каналами и питомник домашних животных.
В годы Второй мировой войны 328 жителей Прогресса участвовали в боевых действиях в рядах Красной армии, 152 из них удостоены правительственных наград, 147 — погибли. В честь односельчан, погибших на фронтах войны, установлен памятник.
В 1961 году поселок был присоединен к Козелецкому району.
На территории поселка была размещена Черниговская областная государственная сельскохозяйственная станция, две племенные животноводческие фермы для разведения крупного рогатого скота и свиней. Опытное хозяйство выращивали семена сельскохозяйственных культур. При станции функционировали постоянно действующая выставка сельского хозяйства и курсы повышения квалификации работников сельского хозяйства. Станция была ежегодным участником Выставки достижений народного хозяйства УССР. В 1974—1978 годах выходила победителем во Всесоюзном социалистическом соревновании, завоевывала Переходное Красное знамя ЦК КПСС, Совета Министров СССР, ВЦСПС и ЦК ВЛКСМ. В поселке действовал краеведческий музей.
После изменений административно территориального устройства Украины в 2020 году поселок входит в состав Черниговского района.

## Власть
Орган местного самоуправления — Коптевской сельский совет. Почтовый адрес: 17035, Черниговская обл., Черниговский р-н, п. Прогресс, ул. Научная, 18.

## Современная инфраструктура
В поселке находится Черниговский парашютный клуб — АСК «Прогресс» на аэродроме Прогресс, отдел научного обеспечения агропромышленного производства Института сельскохозяйственной микробиологии и агропромышленного производства НААН Украины, дом культуры, школа, детский сад, медицинский центр и аптека, библиотека, парк и стадион.